# Gjert Ingebrigtsen

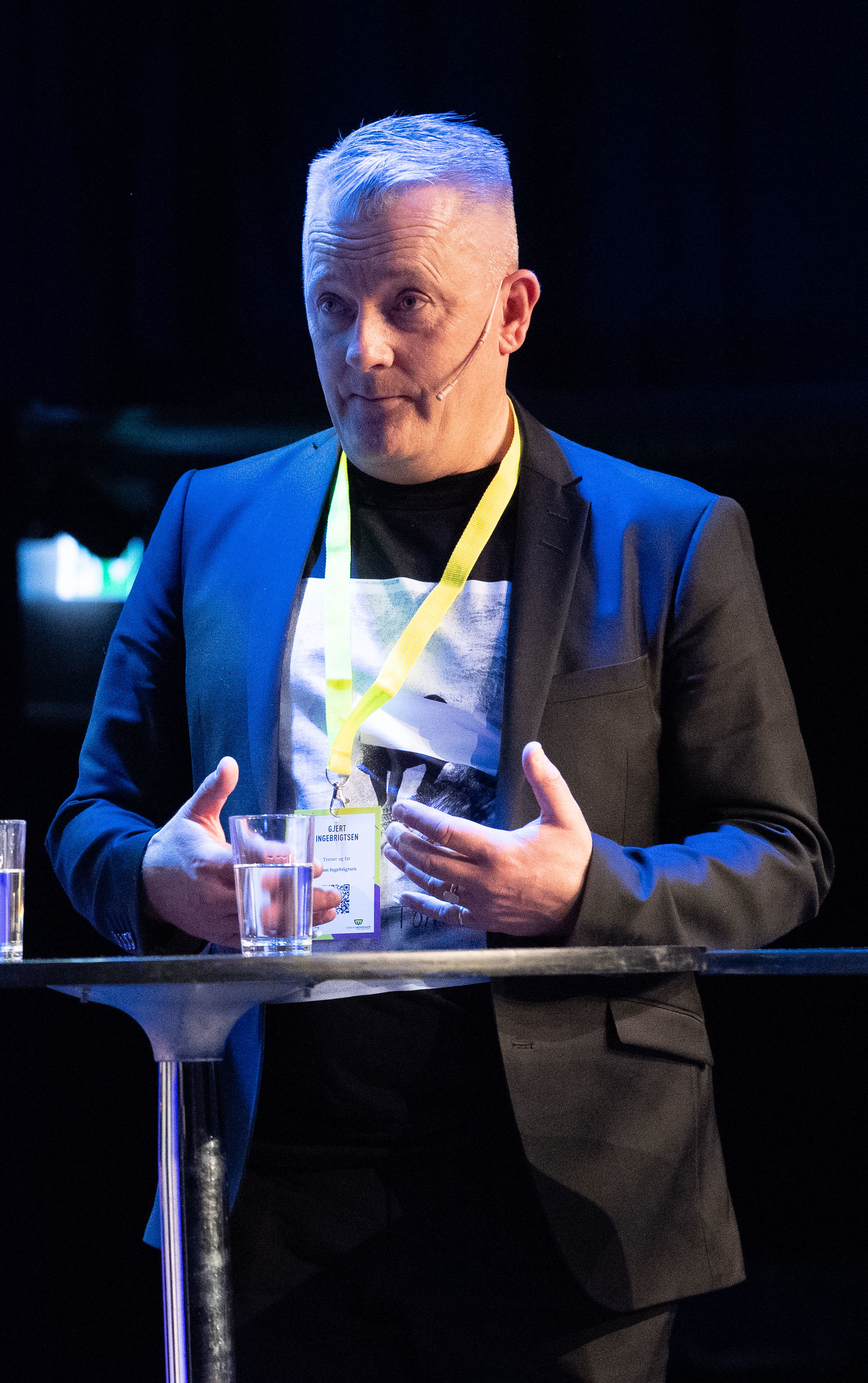
Gjert Ingebrigtsen (2019)

Gjert-Arne Ingebrigtsen (* 12. Januar 1966 in Båtsfjord) ist ein norwegischer Leichtathletiktrainer.

## Leben
Gjert Ingebrigtsen wurde in Båtsfjord geboren, lebt in Sandnes und arbeitet hauptberuflich in einem Logistikunternehmen. Gemeinsam mit seiner Frau, Tone Eva Tønnessen (Ingebrigtsen), hat er sieben Kinder, darunter die Mittel- und Langstreckenläufer Henrik, Filip und Jakob. Er trainierte seine Söhne von Kindesalter an, ohne zuvor eigene Erfahrung als Leichtathlet oder als Trainer zu haben. Besonders Jakob machte bereits sehr jung international auf sich aufmerksam, so wurde er 2018 im Alter von siebzehn Jahren Doppeleuropameister und gewann 2021 Olympiagold. Auch Henrik und Filip sind Olympiateilnehmer und gewannen Medaillen bei Europa- und Weltmeisterschaften. Tochter Ingrid war in der Jugend ebenfalls als Läuferin aktiv, hörte aber 2021 im Alter von fünfzehn Jahren mit dem Sport auf.
Anfang 2022 trennten sich die drei Brüder von ihrem Vater. Zunächst wurde dies mit gesundheitlichen Beschwerden von Gjert Ingebrigtsen begründet, später wurde jedoch bekannt, dass es zum Zerwürfnis gekommen war. Die genauen Hintergründe der Trennung sind nicht bekannt, Jakob Ingebrigtsen schildert aber der New York Times, dass der Vater besonders vor Wettkämpfen gestresst gewesen sei, was schnell zu Zornausbrüchen geführt habe. Während seine Söhne seither ohne Trainer auskommen, trainiert Gjert Ingebrigtsen noch Narve Gilje Nordås und Per Svela. Nordås, der sich der Gruppe bereits 2014 angeschlossen hatte und lange Erfolge vor allem auf nationaler Ebene feierte, machte 2023 auf sich aufmerksam, als er in seiner ersten Saison mit Fokus auf die 1500-Meter-Distanz in die Weltspitze lief und bei den Weltmeisterschaften nur knapp hinter Jakob Ingebrigtsen Bronze holte. Zuvor wurde Gjert Ingebrigtsen als Trainer von Nordås vom norwegischen Verband nicht für die WM akkreditiert, worauf Nordås zusammen mit ihm in ein eigenes Hotel zog.
Das Leben der Familie Ingebrigtsen wurde zwischen 2013 und 2021 in der TV-Serie Team Ingebrigtsen des öffentlich-rechtlichen norwegischen Rundfunksenders NRK1 dokumentiert.
Im April 2024 teilte die norwegische Polizei mit, dass wegen des Vorwurfs der Misshandlung eines Familienmitgliedes Anklage gegen Gjert Ingebrigtsen erhoben wurde. Ingebrigtsen weist die Vorwürfe zurück. Als Reaktion auf die Tatvorwürfe teilte die norwegische Olympia-Organisation mit, dass sie Ingebrigtsen keine Akkreditierung für die olympischen Sommerspiele in Paris 2024 geben werde.

## Sonstiges
Trainingsmethodisch ist Gjert Ingebrigtsen vor allem für den Fokus auf Schwellentraining bekannt, bei dem zweimal am Tag (double threshold) Intervalle an der anaeroben Schwelle absolviert werden.
Er veröffentlichte zwei Bücher jeweils zusammen mit Frode Saugestad, Kunsten å oppdra en verdensmester („Wie man einen Weltmeister aufzieht“ – bevor einer seiner Söhne jemals Weltmeister wurde) und Gjerts metode („Gjerts Methode“).

## Bücher
- Gjert Ingebrigtsen, Frode Saugestad: Kunsten å oppdra en verdensmester. Aschehoug, Oslo 2018, ISBN 978-8-20329-742-7.
- Gjert Ingebrigtsen, Frode Saugestad: Gjerts metode. Aschehoug, Oslo 2021, ISBN 978-8-20336-958-2.